# La Font de Vilanova
La Font de Vilanova és un paratge del terme municipal de Conca de Dalt, a l'antic terme de Toralla i Serradell, al Pallars Jussà, en territori del poble de Rivert.
Està situat entre la Pista de la Serra de Sant Salvador, que queda a ponent, i la Carretera de Toralla a Vilanova, que és a llevant, just al sud del lloc on aquestes dues pistes rurals se separen. És al capdamunt, nord, del Serrat de Vilanova.